# Chiesa di San Nicola di Mira (Carpino)
La chiesa di San Nicola di Mira è un luogo di culto cattolico, chiesa madre della città di Carpino, in provincia di Foggia e arcidiocesi di Manfredonia-Vieste-San Giovanni Rotondo; fa parte della vicaria foranea del Gargano Nord.
Posta nella parte più alta della collina carpinese, è situata nell'antico quartiere denominato La Terr.

## Storia
La prima notizia di questa chiesa risale al Sinodo dei Vescovi del 1678, dove l'Arcivescovo Fr. Vincenzo Maria Orsini la consacrò il 22 ottobre 1678 in onore di San Nicola di Mira, mettendovi le reliquie dei Santi Martiri Dionisio e Lelio.
In seguito, si ha notizia di questo luogo di culto nel 1837 quando la collegiata veniva richiamata nella relazione dell'Intendente Cav. Gaetano Lotti, letta all'apertura di una sessione del Consiglio Provinciale di Capitanata da cui si deduce che la chiesa era stata poco prima distrutta o fortemente danneggiata, forse da eventi tellurici.
Altre notizie provengono dai registri comunali inerenti ai lavori di restauro in seguito a danni provocati da scosse di terremoto e riedificazione del campanile, distrutto da un fulmine.

## Architettura
All'edificio, situato appena fuori dal tracciato delle antiche mura, si accede tramite una scalinata a doppia rampa.
La facciata principale è decorata con statue in pietra inserite in nicchie, da un finestrone istoriato posto sopra il portale, da due statue di pietra che rifiniscono gli angoli della facciata e da una croce in ferro battuto al centro del timpano del tetto.
All'interno è costituita da un'unica navata, maestosa, con lo sfondo in corrispondenza della cupola.

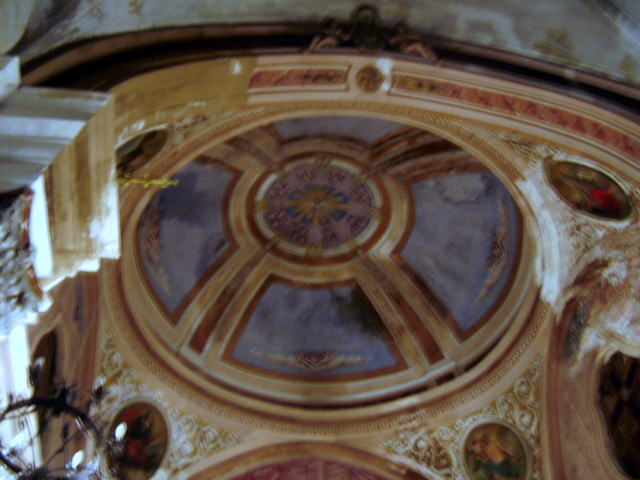
Interni della Chiesa

 La cupola è interamente affrescata, mentre in altre parti della chiesa, i diversi interventi di restauro hanno rovinato gli affreschi esistenti.
Ai quattro angoli della cupola sono rappresentati, su supporto di tela, i quattro evangelisti.
Il tetto è costituito da un doppio sistema di capriate lignee, attualmente in forte stato di degrado.
La capriata più grande è composta e sorregge la copertura esterna, mentre la più piccola, invece, anch'essa composta, sorregge la volta affrescata ed è costituita da un sistema di cannucce intrecciate con il gesso.
Il campanile posto sporgente dal perimetro, sull'angolo sinistro della Chiesa, si sviluppa su tre livelli. Al terzo sono collocate le celle campanarie e la vecchia cupola di copertura, completamente inglobata all'interno della porzione di campanile ricostruita.

### Lavori di restauro
Il 19 giugno si è tenuto un incontro tra la cittadinanza e le istituzioni sul restauro della Chiesa ed è emersa una situazione preoccupante soprattutto per le capriate che sorreggono il tetto ovvero le capriate lignee che sono in uno stato di degrado avanzato.
Don Celestino Jervolino, parroco di Carpino, si è subito attivato per ricevere, ma la CEI ha dato la disponibilità per soli 285.000 euro su un intervento 516.000 euro per un restauro urgente.
Per un restauro completo, l'architetto Mimmo Zezza preparò, nel 1995 un progetto completo di restauro per la Chiesa, la cui somma stimata era di 6 milioni di euro di cui 4, prelevati dai fondi dell'8xMille.
L'intervento finora autorizzato dalla sovrintendenza ai beni culturali, riguarda l'aggiunta di un lanternino sulla cupola, la demolizione della punta del campanile con il ripristino della vecchia versione e il consolidamento delle capriate.
I lavori di restauro urgenti sono iniziati a Novembre 2010.

### Web
- Celestino Jervolino, Chiesa madre di Carpino, Cenni Storico, su chiesamadrecarpino.superweb.ws. URL consultato il 10 settembre 2010.

- Domenico Sergio Antonacci, Di Bari Sara, Restauro della Chiesa di San Nicola di Mira, su Amara terra mia, 21 giugno 2010. URL consultato il 10 settembre 2010.

### Documenti
- Delibere Consiglio e Giunta Comunale

### Testi
- Roberto Gismondi, Massimo Alfonso Russo, http://books.google.it/books?id=IyCyI8mjQHkC&pg=PA66&dq=chiesa+madre+carpino&hl=it&ei=Q3CLTOvgKMXqOMrzqK8K&sa=X&oi=book_result&ct=result&resnum=1&ved=0CCsQ6AEwAA#v=onepage&q=chiesa%20madre%20carpino&f=false, in Il profilo turistico dei comuni del Parco nazionale del Gargano, Franco Angeli, 2007,  pag.66. URL consultato l'11 settembre 2010.